# Pont de Cristòfol de Moura
El Pont de Cristòfol de Moura és una obra de Sant Adrià de Besòs (Barcelonès) protegida com a Bé Cultural d'Interès Local.

## Descripció
El pont sobre la llera del riu Besòs té 140 m de llargada i 20 d'amplada i està construït amb formigó armat blanc. Consta de tres franges longitudinals independents a diferent nivell. La central és pel trànsit rodat, hi ha tres carrils en cada sentit, i les laterals, que estan aïllades per un mur, pels vianants. La passera del costat d'aigües avall és horitzontal, oferint el pas més ràpid i funcional, la calçada és lleugerament arquejada, i la passera del costat d'aigües amunt se separa de la resta i s'eleva configurant un espai singular.

## Història
Al llarg de la història hi ha hagut diversos ponts per travessar el riu Besòs a Sant Adrià que té un terme partit pel mig pel riu. Aquests han desaparegut a conseqüència de les riades o "besosades". Es té notícia de l'existència d'un pont l'any 1447 que va perdre dues columnes que es van haver de restablir. El 1592 el pont va desaparèixer del tot i no es tornà a construir. Neix així la figura del "passador". Era el qui ajudava a passar el riu posant palanques o passeres, passant la gent a collibè i també ajudaven amb cavalls i mules als carros, tartanes i combois militars i correus que obligatòriament havien de passar a gual el riu quan baixava ple. El 1602 el bisbe de Barcelona i baró de Sant Adrià (la parròquia dirigia i emparava aquesta institució) ordenà que tots els diners que s'obtenen per passar el pont es destinin a adobar l'església vella. El 1888 s'inaugurà el primer pont de ferro que creuava el riu pel camí ral. Fou destruït per una riuada el 1937. Acabada la guerra els presoners van construir-ne un de nou que és l'actual pont de l'antiga Carretera N-II, convenientment eixamplat.
El pont de la Nacional-II, situat a l'extrem més alt de Sant Adrià, era l'únic que permetia el pas del trànsit rodat, perquè aigües avall només hi havia el pont del ferrocarril.
Entre 1987 i 1989 es va construir el pont de Cristòfol de Moura per comunicar els barris a banda i banda del riu (la Catalana i la Mina al marge dret amb Sant Joan Baptista a l'esquerre) i a la vegada comunicar el polígon industrial de Badalona amb Barcelona i el port. A les 10 del matí del dia 4 de març de 1989 es va inaugurar el pont oficialment, tot i que ja estava en servei des del 20 de febrer.
Des del 2007 hi passa la línia T-5 del Trambesòs.
El pont pren el nom del carrer de Cristóbal de Moura (de Barcelona i de Sant Adrià) que hi dona accés des del marge dret i que va ser anomenat el 1929 per Cristóvão de Moura e Távora.